# سیسیل تیلور
سیسیل تیلور (انگلیسی: Cecil Taylor؛ زادهٔ ۲۵ مارس ۱۹۲۹ – درگذشته ۵ آوریل ۲۰۱۸) موسیقی‌دان، نوازنده و شاعر اهل ایالات متحده آمریکا بود. وی یکی از پیشگامان سبک جاز آزاد به‌شمار می‌رود.